# Jeff Cross
Pour les articles homonymes, voir Cross.
Jeff Cross, né le 1er septembre 1961 à Chicago (Illinois), est un joueur américain de basket-ball.

## Biographie
Après la Worcester Academy dans le Massachusetts, il joue pour les Black Bears de l'Université du Maine, où il inscrit 1 337 points en carrière (13,4 points), 894 rebonds (8,9 rebonds) et 209 contres (2,1). Lors de son année junior, il est élu meilleur joueur de l'Eastern College Athletic Conference (ECAC). Il quitte les Black Bears en étant l'un des meilleurs scoreurs et rebondeurs de l'histoire de son université.
Jeff Cross est retenu au troisième tour de la Draft 1984 de la NBA par les Mavericks de Dallas en 61e choix, mais ses droits sont cédés aux 76ers de Philadelphie qui ne lui offrent pas de contrat. Testé en pré-saison l'année suivante par les SuperSonics de Seattle, il n'est pas non plus conservé.
IL joue alors dans les ligues mineures américaines Westchester Golden Apples (USBL) et Maine Windjammers (CBA) ainsi que dans le championnat espagnol avec Caja de Ronda.
Deux ans plus tard, il fait ses débuts lors la saison NBA 1985-1986 avec un contrat de dix jours en février 1986 pour les Clippers de Los Angeles, qui le conservent finalement pour le reste de la saison. Il dispute 21 rencontres pour des moyenne d'1,2 point et 1,4 rebond en 6,1 minutes. L'année suivante, il retrouve les Charleston Gunners en CBA.